# Église Saint-Pierre d'Estarvielle
L'église Saint-Pierre d'Estarvielle est une église catholique du XIIe siècle située à Estarvielle, dans le département français des Hautes-Pyrénées en France.

## Localisation
L'église Saint-Pierre d'Estarvielle est située sur une avancée dominant la vallée du Louron qui surplombe le village.

## Historique
L'église a été  bâtie au cours du XIe siècle, deux chapelles ont été ajoutées à la fin du XVIe siècle au sud et au nord. Le presbytère a été édifié au XVIIIe siècle.

## Architecture
L'église est de style roman, avec une nef unique qui est voûtée d'un berceau plein cintre et prolongée par une abside semi-circulaire.
   
Des bandes lombardes ceinturent le chevet, le clocher actuel serait formé par les vestiges d'une ancienne tour de guet.

L'église possède un retable baroque tripartite du XVIIIe siècle.

## Galerie de photos

Sélection de vues diverses
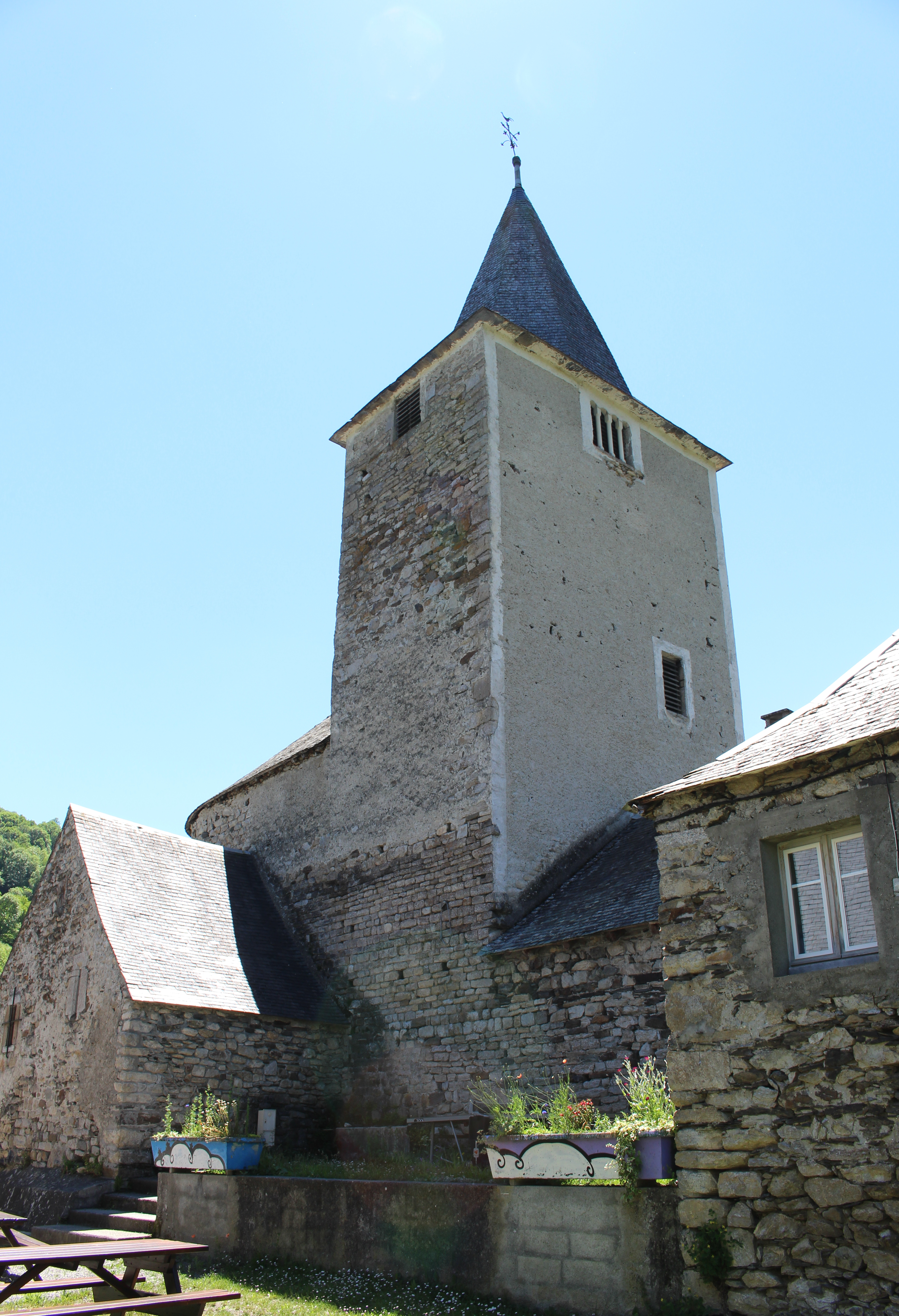
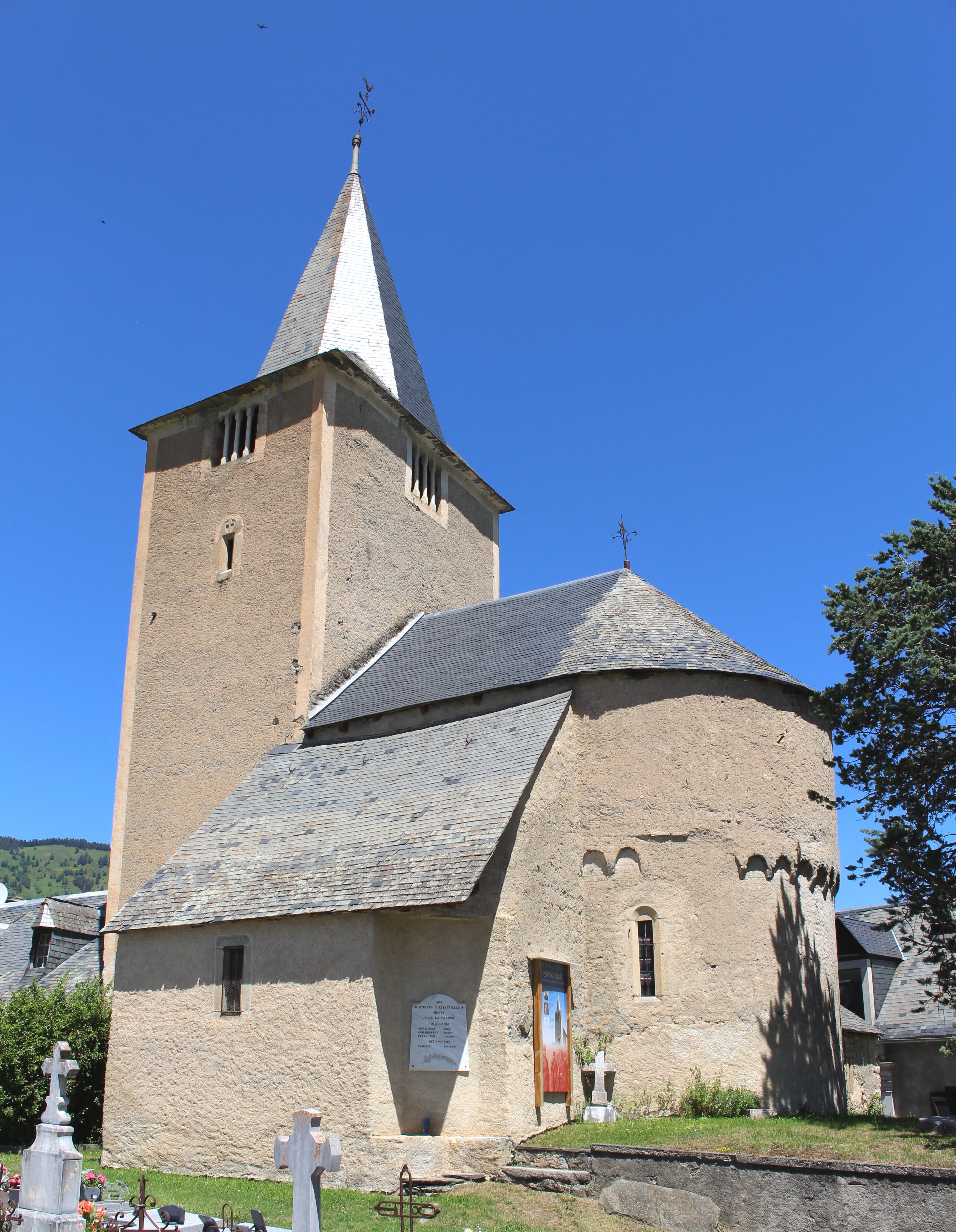